# Samrat & Co.
Samrat & Co. è un film del 2014 diretto da Kaushik Ghatak.

## Trama
Dimpy contatta un investigatore perché il suo giardino è stato danneggiato con agenti chimici in modo misterioso. Il detective Samrat prende a cuore il caso perché nello stesso periodo il cavallo di Dimpy muore improvvisamente e suo padre è colto da un deterioramento fisico dirompente. Mentre Samrat avvia le indagini,  un componente della famiglia cliente muore!